# The Voice Kids
The Voice Kids (kurz TVK) ist eine in rund 40 Staaten ausgestrahlte Musik-Castingshow für Kinder. In Deutschland wendet sie sich an 7- bis 15-Jährige und basiert auf dem Konzept der Show The Voice of Germany. Die Erstausstrahlung erfolgte am 5. April 2013 bei Sat.1.
Die Ausstrahlung der dreizehnten Staffel beginnt am 14. Februar 2025 auf Joyn und am 21. Februar auf Sat.1.
Der gleichnamige YouTube-Kanal liegt auf Platz 10 der meistabonnierten Kanäle Deutschlands sowie auf Platz 18 der meistgesehenen Kanäle Deutschlands (Stand April 2025).

## Konzept
Am 25. Oktober 2012 gab Sat.1 bekannt, die Kinderversion The Voice Kids von Talpa und Schwartzkopff TV-Productions produzieren zu lassen. Sie basiert auf dem Format The Voice of Germany, die Teilnehmer sind Kinder von 7 bis 15 Jahren (seit Staffel 7). Zuvor war die Altersgrenze bis 14 Jahre (Staffel 1–6). Etwa 70 Kinder, die sich vorab beworben hatten und gecastet wurden, werden für die erste Phase, die „Blind Auditions“, eingeladen.

### Grundprinzip
Die Show läuft in fünf Phasen ab.
| Phase | Phase            | Phase           | Phase           | Phase           | Phase           | Phase           |
|       | Staffel 1–2, 5–8 | Staffel 3–4     | Staffel 9–10    | Staffel 11      | Staffel 12      | Staffel 13      |
| ----- | ---------------- | --------------- | --------------- | --------------- | --------------- | --------------- |
| 1     | Blind Auditions  | Blind Auditions | Blind Auditions | Blind Auditions | Blind Auditions | Blind Auditions |
| 2     | Battles          | Battles         | Battles         | Knockouts       | Battles         | Knockouts       |
| 3     | Sing-Offs        | Halbfinale      | Sing-Offs       | Knockouts       | Sing-Offs       | Knockouts       |
| 4     | Finale           | Finale          | Finale          | Finale          | Finale          | Finale          |
| 5     | Voting-Runde     | Voting-Runde    | Finale          | Finale          | Finale          | Finale          |

#### Erste Phase: Blind Auditions
In der ersten Phase, den Blind Auditions, müssen die Kinder vor Livepublikum mit Bandbegleitung einzeln vorsingen. Die Jurymitglieder können den Kandidaten zunächst nicht sehen, da sie in einem roten Drehstuhl mit dem Rücken zur Bühne sitzen. Sie können für einen Kandidaten stimmen, indem sie während des Vortrages einen roten Knopf drücken („buzzern“), um ihren Stuhl zur Bühne zu drehen. Der Kandidat kommt eine Runde weiter, wenn er mindestens eine der vier (bis 2018 drei) Jurystimmen erhält. Unter denjenigen Jurymitgliedern, die sich für ihn umgedreht haben, wählt der Kandidat seinen Coach für die weiteren Runden.

#### Zweite Phase: Battles
Es folgt ein Trainingsabschnitt, in der die Coaches ihre Kandidaten auf die „Battles“ genannte zweite Phase vorbereiten. Hierbei performen die Kinder in einem Boxerring, daher der Name: Battles. In den Battles singen jeweils drei Kandidaten (oder zwei Duos) derselben Coachinggruppe ein vom jeweiligen Coach ausgesuchtes Lied im Terzett wieder mit Bandbegleitung vor Livepublikum. Nur einer der drei Kandidaten kommt nach Entscheidung des jeweiligen Coaches weiter in die Sing-Offs oder das Halbfinale. In manchen Staffeln gab es jedoch jeweils genau einen sogenannten "Steal Deal" pro Coach. Dabei kann ein soeben ausgeschiedenes Talent vom Backstagebereich zu dem "Steal-Deal-Coach" zurückgeholt werden und ist trotzdem eine Runde weiter.

#### Dritte Phase: Sing-Offs, Halbfinale oder Knockouts
Die Kandidaten, die es in die „Sing-Offs“ geschafft haben, präsentieren jeweils noch einmal ihren Song aus den Blind Auditions, den sie zuvor mit ihren Coaches verbessert haben. Dann entscheidet sich jeder Coach für zwei Kandidaten/Talente, mit denen er ins Finale zieht.
In Staffel 3 und 4 gab es anstatt der "Sing-Offs" das Halbfinale, in dem die Kandidaten teamweise sowohl einen Solotitel als auch gemeinsam mit einem prominenten Gastkünstler sangen. Auch hier entschieden sich dann die Coaches für zwei Kandidaten, mit denen sie ins Finale ziehen.
In Staffel 11 gab es die Knockouts, durch die die Battles und die Sing-Offs ersetzt wurden. Die Knockouts bei „The Voice Kids“ sind eine vollkommen neue Phase. Sie schließt an die Blind Auditions an – und entscheidet, wer direkt, ohne weitere Vorrunde, ins Finale kommt. Hierbei treten jeweils drei Fünfergruppen pro Coach auf. Jedes der fünf Talente singt ein eigenes Lied während die anderen neben der Bühne mit Postern mitfeiern. Es kommt ein Talent pro Fünfergruppe also insgesamt drei Talente pro Coach ins Finale.

#### Vierte Phase: Finale
In der Finalshow, als Liveshow gezeigt, trägt jeder Finalteilnehmer gemeinsam mit den anderen Kandidaten aus seinem Team und seinem Coach ein Lied vor. Alle Kandidaten haben zusätzlich noch einen Solo-Auftritt. Die Bühne wird für jeden Auftritt im Finale übrigens anders geschmückt. Danach müssen sich die Coaches entscheiden, mit welchem ihrer Kandidaten sie in die sogenannte „Voting-Runde“ gehen.
Ab der 9. Staffel sind die Phasen Finale und Voting-Runde kombiniert, das heißt alle Finalteilnehmer sind automatisch auch in der Voting-Runde im Finale. Jetzt wählt nur das Publikum den Gewinner der Staffel, nicht mehr die Coaches.

#### Fünfte Phase: Voting-Runde
In der letzten Runde singt jeder Kandidat dann jeweils noch einen weiteren Song. Anschließend stimmen die Zuschauer live per Telefon ab, wer die Show gewinnen soll.
Der Sieger bekommt ein Ausbildungsstipendium in Höhe von 15.000 € und einen optionalen Plattenvertrag. Die Eltern des Siegers entscheiden, ob sie diese Option wahrnehmen oder nicht. Ab der siebten Staffel fällt diese Phase weg.

### Weitere Regeln

#### Steal Deal
In Staffel 5 und 6 wurde erstmals die aus The Voice of Germany bekannte Möglichkeit des „Steal Deals“ eingeführt. Der Steal Deal ermöglicht es den Coaches, jeweils ein ausgeschiedenes Talent aus einer anderen Gruppe zu „stehlen“. Diese Möglichkeit besteht für die in den Sing-Offs ausgeschiedenen Kandidaten, um sie doch noch mit ins Finale zu nehmen.
In Staffel 9 kam der Steal Deal zurück. Hier können die Coaches diesen bereits in den Battles ziehen, um einen ausgeschiedenen Kandidaten eines anderen Teams in sein Team zu holen und mit in die Sing-Offs zu nehmen.

#### Fast Pass
In Staffel 9 gab es erstmals die Möglichkeit des „Fast Pass“, mit dem jeder Coach ein Talent von den Battles direkt ins Finale schicken konnte. Somit konnten die Sing-Offs übersprungen werden.

#### Community Ticket
Eine Neuerung in Staffel 10 war das Community-Ticket. Da einige Kandidaten wegen der Covid-19-Pandemie aufgrund von Quarantäneregelungen nicht an den Battles teilnehmen konnten, wurde ihnen so die Möglichkeit eingeräumt, trotzdem weiter an der Show teilzunehmen. Mit dem Community-Ticket konnte ein Talent von den Blind Auditions direkt ins Finale kommen. Dazu gab es auf der Internetseite der Show für die Zuschauer eine Abstimmung, bei der sie entscheiden konnten, welcher Kandidat weiterkam.

## Staffeln

### Übersicht der Staffeln
Legende
_ Team Tim
_ Team Lena
_ Team Henning
_ Team Johannes
_ Team Mark
_ Team Sasha
_ Team Nena & Larissa
_ Team Max
_ Team Stefanie
_ Team BossHoss
_ Team Deine Freunde
_ Team Wincent
_ Team Alvaro
_ Team Michi & Smudo
_ Team Clueso
_ Team Ayliva
| Staffel | Folgen | Premiere         | Finale         | Gewinner                         | „Winning Coach“         | Moderation        | Moderation        | Coaches (Reihe) | Coaches (Reihe) | Coaches (Reihe) | Coaches (Reihe) |
| Staffel | Folgen | Premiere         | Finale         | Gewinner                         | „Winning Coach“         | Moderation        | Moderation        | 1               | 2               | 3               | 4               |
| ------- | ------ | ---------------- | -------------- | -------------------------------- | ----------------------- | ----------------- | ----------------- | --------------- | --------------- | --------------- | --------------- |
| 1       | 6      | 5. April 2013    | 10. Mai 2013   | Michèle Bircher 12 Jahre alt     | Henning Wehland         | Thore Schölermann | Aline von Drateln | Tim             | Lena            | Henning         |                 |
| 2       | 8      | 21. März 2014    | 9. Mai 2014    | Danyiom Mesmer 14 Jahre alt      | Henning Wehland         | Thore Schölermann | Nela Lee          | Johannes        | Lena            | Henning         |                 |
| 3       | 8      | 27. Februar 2015 | 24. April 2015 | Noah-Levi Korth 13 Jahre alt     | Lena Meyer-Landrut      | Thore Schölermann | Chantal Janzen    | Johannes        | Lena            | Mark            |                 |
| 4       | 8      | 5. Februar 2016  | 25. März 2016  | Lukas Janisch 13 Jahre alt       | Mark Forster            | Thore Schölermann | Chantal Janzen    | Sasha           | Lena            | Mark            |                 |
| 5       | 8      | 5. Februar 2017  | 26. März 2017  | Sofie Thomas 11 Jahre alt        | Nena und Larissa Kerner | Thore Schölermann | Debbie Schippers  | Sasha           | Nena & Larissa  | Mark            |                 |
| 6       | 9      | 11. Februar 2018 | 15. April 2018 | Anisa Celik 10 Jahre alt         | Mark Forster            | Thore Schölermann | Debbie Schippers  | Mark            | Nena & Larissa  | Max             |                 |
| 7       | 10     | 17. Februar 2019 | 21. April 2019 | Mimi & Josefin 13 & 15 Jahre alt | The BossHoss            | Thore Schölermann | Melissa Khalaj    | Mark            | Stefanie        | BossHoss        | Lena            |
| 8       | 10     | 23. Februar 2020 | 26. April 2020 | Lisa-Marie Ramm 15 Jahre alt     | Sasha                   | Thore Schölermann | Melissa Khalaj    | Max             | Lena            | Deine Freunde   | Sasha           |
| 9       | 10     | 27. Februar 2021 | 25. April 2021 | Egon Werler 15 Jahre alt         | Stefanie Kloß           | Thore Schölermann | Melissa Khalaj    | Álvaro          | Michi & Smudo   | Stefanie        | Wincent         |
| 10      | 10     | 4. März 2022     | 6. Mai 2022    | Georgia Balke 11 Jahre alt       | Michi & Smudo           | Thore Schölermann | Melissa Khalaj    | Álvaro          | Michi & Smudo   | Lena            | Wincent         |
| 11      | 10     | 10. März 2023    | 12. Mai 2023   | Emma Filipović 14 Jahre alt      | Michi & Smudo           | Thore Schölermann | Melissa Khalaj    | Álvaro          | Michi & Smudo   | Lena            | Wincent         |
| 12      | 9      | 15. März 2024    | 17. Mai 2024   | Jakob Hebgen 15 Jahre alt        | Wincent Weiss           | Thore Schölermann | Melissa Khalaj    | Álvaro          | Michi & Smudo   | Lena            | Wincent         |
| 13      | 9      | 21. Februar 2025 | 18. April 2025 | Neo Klingl 14 Jahre alt          | Wincent Weiss           | Thore Schölermann | Melissa Khalaj    | Wincent         | Ayliva          | Clueso          | Stefanie        |

### Erste Staffel (2013)
| Platz | Coach   | Name    | Songs                                          |
| ----- | ------- | ------- | ---------------------------------------------- |
| 1     | Henning | Michèle | Listen von Beyoncé                             |
| 2     | Lena    | Tim     | You’ve Got the Love von Florence + the Machine |
| 2     | Tim     | Rita    | Read All About It von Emeli Sandé              |

### Zweite Staffel (2014)
Nach dem großen Erfolg der ersten Staffel entschied sich Sat.1, die Show 2014 fortzuführen. Die zweite Staffel wurde von Thore Schölermann und Nela Lee moderiert. Die Jury bestand aus Lena Meyer-Landrut, Henning Wehland und Johannes Strate von der Band Revolverheld. Die Ausstrahlung der acht Folgen der zweiten Staffel begann am 21. März 2014 bei Sat.1.
| Platz | Coach    | Name     | Songs                                      |
| ----- | -------- | -------- | ------------------------------------------ |
| 1     | Henning  | Danyiom  | When I was your man von Bruno Mars         |
| 2     | Lena     | Richard  | Skyscraper von Demi Lovato                 |
| 2     | Johannes | Carlotta | I Don’t Want to Miss a Thing von Aerosmith |

### Dritte Staffel (2015)
Im November 2014 kündigte Sat.1 eine dritte Staffel von The Voice Kids an. Die Moderation übernahmen Thore Schölermann und als Green-Room-Moderatorin die Niederländerin Chantal Janzen. In der Jury saß neben den bisherigen Coaches Lena Meyer-Landrut und Johannes Strate Sänger und Songwriter Mark Forster, der Henning Wehland ersetzte.
| Platz | Coach    | Name      | Songs                               |
| ----- | -------- | --------- | ----------------------------------- |
| 1     | Lena     | Noah-Levi | I See Fire von Ed Sheeran           |
| 2     | Mark     | Zoë       | Light On von Rebecca Ferguson       |
| 2     | Johannes | Cosma     | Das Gold von Morgen von Alexa Feser |

### Vierte Staffel (2016)
Die 4. Staffel wurde vom 5. Februar bis 25. März 2016 ausgestrahlt. Die Moderation übernahm wieder Thore Schölermann sowie Chantal Janzen. In der Jury saß neben den bisherigen Coaches Lena Meyer-Landrut und Mark Forster Sänger Sasha, der Johannes Strate ersetzte.
| Platz | Coach | Name    | Songs                                 |
| ----- | ----- | ------- | ------------------------------------- |
| 1     | Mark  | Lukas   | When We Were Young von Adele          |
| 2     | Sasha | Shanice | Impossible von Shontelle              |
| 2     | Lena  | Ridon   | Und wenn ein Lied von Söhne Mannheims |

### Fünfte Staffel (2017)
Die fünfte Staffel von The Voice Kids wurde vom 5. Februar bis zum 26. März 2017 ausgestrahlt. Moderiert wurde diese Staffel, wie bereits die ersten vier auch, von Thore Schölermann. Diesmal zur Seite stand ihm Debbie Schippers. Coaches waren erneut Mark Forster und Sasha. Anstelle von Lena Meyer-Landrut gab es nun einen Doppelstuhl, der von Nena und ihrer Tochter Larissa Kerner besetzt wurde. Diese gewannen mit Sofie die Staffel. Die Ausstrahlung wurde von freitags auf sonntags verlegt.
| Startnr. | Name  | Song                                         | Coach          |
| -------- | ----- | -------------------------------------------- | -------------- |
| 3        | Diana | I’ll Always Love You von Whitney Houston     | Mark           |
| 2        | Luca  | Amoi seg’ ma uns wieder von Andreas Gabalier | Sasha          |
| 1        | Sofie | Dream On von Aerosmith                       | Nena & Larissa |

### Sechste Staffel (2018)
Trotz rückläufiger Einschaltquoten entschied sich Sat.1, die Show 2018 fortzuführen. Die Teilnahme von Mark Forster als Coach wurde im Juni 2017 bestätigt sowie im September 2017 die Teilnahme von Nena und ihrer Tochter Larissa Kerner. Anstelle von Sasha wirkte Max Giesinger als Coach mit.
Die drei Gewinner der vierten Phase Benicio, Santiago und Anisa sangen jeweils einen weiteren Song. Außerdem war die Band Sunrise Avenue zu Gast, die ihren neuen Titel Heartbreak Century präsentierten. Währenddessen konnten die Zuschauer per Televoting für ihren Favoriten abstimmen. Die Gewinnerin der Show wurde Anisa.
| Startnr. | Name     | Song                                | Coach          |
| -------- | -------- | ----------------------------------- | -------------- |
| 1        | Benicio  | You Are the Reason von Calum Scott  | Max            |
| 2        | Santiago | Stairway to Heaven von Led Zeppelin | Nena & Larissa |
| 3        | Anisa    | Let It Go von Demi Lovato           | Mark           |

### Siebte Staffel (2019)
Ende Oktober 2018 gab Sat.1 bekannt, dass es in der siebten Staffel von The Voice Kids erstmals vier Juroren geben wird. Neben Mark Forster wird zukünftig Stefanie Kloß und erneut Lena Meyer-Landrut als Coach teilnehmen, den Doppelstuhl werden Alec Völkel und Sascha Vollmer von der Countryband The BossHoss besetzen. Moderiert wird diese Staffel von Thore Schölermann, wie bereits die ersten sechs Staffeln zuvor. Zur Seite steht ihm diesmal Melissa Khalaj, außerdem soll Iggi Kelly, der als Kandidat an der fünften Staffel teilgenommen hat, als Online-Reporter backstage berichten.
Die Aufzeichnungen der Blind Auditions fanden vom 3. bis 6. November 2018 im Studio Adlershof in Berlin statt.
Die vier Gewinner der vierten Phase Thapelo, Mimi & Josefin, Lea und Davit sangen jeweils einen weiteren Song. Außerdem war Lukas Rieger zu Gast, der seinen neuen Titel Nobody Knows Me (Like You Do) präsentierte. Währenddessen konnten die Zuschauer per Televoting für ihren Favoriten abstimmen. Die Gewinnerinnen der Show wurden Mimi & Josefin und damit zum ersten Mal ein Duo.
| Startnr. | Name           | Song                                     | Coach     |
| -------- | -------------- | ---------------------------------------- | --------- |
| 1        | Thapelo        | Perfect von Ed Sheeran                   | Lena      |
| 2        | Mimi & Josefin | Nothing Compares 2 U von Sinéad O’Connor | Boss Hoss |
| 3        | Lea            | Reckoning Song (One Day) von Asaf Avidan | Stefanie  |
| 4        | Davit          | Never Enough von Loren Allred            | Mark      |

### Achte Staffel (2020)
Die erste Runde der Blind Auditions fand am 23. Februar 2020 um 20:15 Uhr statt. Die Coaches der 8. Staffel waren Lukas Nimscheck und Florian Sump aus Deine Freunde, Sasha, Lena Meyer-Landrut und Max Giesinger.
Neuerdings fanden im Finale sogenannte „Teammatches“ statt. In diesen Teammatches mussten jeweils zwei Teams gegeneinander einen Song in verschiedenen Stilen singen. Eröffnet wurde das Finale von Nico Santos und den 8 Talenten.
Da das Finale während der Corona-Krise stattfand, mussten Maßnahmen ergriffen werden. Die Stühle der Coaches wurden etwas weiter voneinander entfernt, die Finalisten wurden in extra Räume verteilt, um so den Gewinner zu verkünden und zwischen den Coaches von Deine Freunde wurde eine Acrylglasscheibe anmontiert.
Die Gewinnerin von The Voice Kids 2020 ist Lisa-Marie Ramm aus Team Sasha.
| Startnr. | Name       | Song                                    | Coach         |
| -------- | ---------- | --------------------------------------- | ------------- |
| 1        | Phil       | Angels von Sarah McLachlan              | Max           |
| 2        | Nikolas    | Skyscraper von Demi Lovato              | Lena          |
| 3        | Leroy      | Somewhere Only We Know von Keane        | Deine Freunde |
| 4        | Lisa-Marie | The Voice Within von Christina Aguilera | Sasha         |

### Neunte Staffel (2021)
Die neunte Staffel wurde vom 27. Februar 2021 bis zum 25. April 2021 auf Sat.1 ausgestrahlt. Die Coaches waren Álvaro Soler, Stefanie Kloß, Smudo und Michi Beck im Doppelstuhl und Wincent Weiss.
Erstmals durften auch Bands, Chöre, Hip-Hop-Gruppen und A cappella-Ensembles antreten. Neu in dieser Staffel war auch, dass jeder Coach einen Kandidaten in den Battles per „Fast Pass“ direkt ins Finale schicken konnte, welcher die dritte Phase, die Sing-Offs, somit übersprang. Außerdem gab es in den Battles erstmals den „Steal Deal“, mit dem jeder Coach einmal einen ausgeschiedenen Teilnehmer einer anderen Gruppe „stehlen“ konnte.
Zuerst standen 12 Kandidaten im Finale. Außerdem sang während des Finales jedes Team mit dem jeweiligen Coach ein Lied:
- Team Álvaro: Livin' La Vida Loca von Ricky Martin
- Team Stefanie: I’m Still Standing von Elton John
- Team Michi & Smudo: MashUp aus Another One Bites the Dust von Queen und Troy von den Fantastischen Vier
- Team Wincent: Teenage Dirtbag von Wheatus.

Zudem präsentierten Mark Forster und Lea ihre neue gemeinsame Single Drei Uhr nachts.
Der Gewinner von The Voice Kids 2021 ist Egon Werler aus Team Stefanie.
| Startnr. | Name         | Song                                                           | Coach           |
| -------- | ------------ | -------------------------------------------------------------- | --------------- |
| 1        | Kiara        | Drivers License von Olivia Rodrigo                             | Stefanie        |
| 2        | Marko        | Ain’t No Sunshine von Bill Withers                             | Michi und Smudo |
| 3        | Henriette*   | Frei wie der Wind von Annett Louisan (aus Disney’s Tinkerbell) | Wincent         |
| 4        | Rockzone     | Chop Suey! von System of a Down                                | Wincent         |
| 5        | Isabella*    | Hey Ya! von OutKast                                            | Álvaro          |
| 6        | Egon         | Blinde Passagiere von Johannes Oerding                         | Stefanie        |
| 7        | Oscar & Mino | Hero von Enrique Iglesias                                      | Álvaro          |
| 8        | Rahel*       | Girls Like Us von Zoe Wees                                     | Michi und Smudo |
| 9        | Emily*       | I’m with You von Avril Lavigne                                 | Stefanie        |
| 10       | Constance    | Alive von Sia                                                  | Michi und Smudo |
| 11       | Papuna       | Because of You von Kelly Clarkson                              | Wincent         |
| 12       | Vivienne     | Mercy von Duffy                                                | Álvaro          |

* Dieser Kandidat wurde per „Fast Pass“ direkt ins Finale gewählt.

### Zehnte Staffel (2022)
Die zehnte Staffel wurde vom 4. März 2022 bis zum 6. Mai 2022 auf Sat.1 ausgestrahlt. Die Coaches waren Álvaro Soler, Lena Meyer-Landrut, Wincent Weiss sowie Smudo und Michi Beck im Doppelstuhl.
Neben den gewöhnlichen Kandidaten stehen zur Feier der Jubiläumsstaffel auch ehemalige Kandidaten außer Konkurrenz als All-Stars auf der The-Voice-Kids-Bühne, um den Coaches ihre eigenen Songs zu präsentieren. Bisher sind in diesem Zuge Mike Singer, LOI, Iggi Kelly, Benicio Bryant und Chiara Castelli aufgetreten.
Die Gewinnerin von The Voice Kids 2022 ist Georgia Balke aus Team Michi & Smudo.
| Startnr. | Kandidat    | Song                                         | Coach           |
| -------- | ----------- | -------------------------------------------- | --------------- |
| 1        | Solveig     | People help the people von Birdy             | Álvaro          |
| 2        | Vivien      | Valerie von Amy Winehouse                    | Michi und Smudo |
| 3        | Emil        | Eblouie par la nuit von Zaz                  | Lena            |
| 4        | Georgia     | Can’t Help Falling in Love von Elvis Presley | Michi und Smudo |
| 5        | Marvin      | Save your tears von The Weeknd               | Wincent         |
| 6        | Jemima      | Easy on Me von Adele                         | Lena            |
| 7        | Benjamin G. | My Way von Frank Sinatra                     | Álvaro          |
| 8        | Nadia       | Bohemian Rhapsody von Queen                  | Michi und Smudo |
| 9        | Benjamin N. | So sick von Ne-Yo                            | Wincent         |

### Elfte Staffel (2023)
Die elfte Staffel wurde vom 10. März 2023 bis zum 12. Mai 2023 auf Sat.1 ausgestrahlt. Die Coaches waren Álvaro Soler, Lena Meyer-Landrut, Wincent Weiss sowie Smudo und Michi Beck im Doppelstuhl.
Nach den Knockouts ging jeder Coach mit jeweils drei Talenten ins Finale. Jedes Talent führte einen eigenen Song auf und stand auch gemeinsam mit seinem Coach und den Mitfinalisten in einer Team-Performance auf der Bühne.
Das Finale eröffnete das ehemalige Talent aus Staffel 2 Loi, welche auch schon in der Jubiläumsstaffel zu sehen war.
Die Gewinnerin von The Voice Kids 2023 ist Emma Filipović aus Team Michi & Smudo.
| Startnr. | Kandidat  | Song                                                    | Coach           |
| -------- | --------- | ------------------------------------------------------- | --------------- |
| 1        | Toby      | Never Enough von The Greatest Showman                   | Wincent         |
| 2        | Andrea    | Singing in the Rain von Du sollst mein Glücksstern sein | Álvaro          |
| 3        | Fiona     | When the Party’s Over von Billie Eilish                 | Álvaro          |
| 4        | Khady     | Stand Up von Cynthia Erivo                              | Michi und Smudo |
| 5        | Ellice    | Der Weg von Herbert Grönemeyer                          | Wincent         |
| 6        | Fia       | Dear Mr. President von P!nk                             | Lena            |
| 7        | Adrian    | Stay with Me von Sam Smith                              | Álvaro          |
| 8        | Daniella  | Hero von Maria Carey                                    | Lena            |
| 9        | Eywa      | Running Up That Hill von Kate Bush                      | Michi und Smudo |
| 10       | Alexandra | Just Hold Me von Marie Mena                             | Lena            |
| 11       | Emma      | Lose Yourself von Eminem                                | Michi und Smudo |
| 12       | Jayden    | Someone You Loved von Louis Capaldi                     | Wincent         |

### Zwölfte Staffel (2024)
Die zwölfte Staffel von The Voice Kids wurde vom 22. März bis zum 17. Mai 2024 ausgestrahlt. Die Coaches waren der Popsänger Alvaro Soler, die deutsche ESC-Gewinnerin Lena Meyer-Landrut, das Duo Michi & Smudo aus der deutschen Hip-Hop-Gruppe Die Fantastischen Vier und der Singer-Songwriter Wincent Weiss.
Die Staffel hatte vier Phasen: die Blind Auditions, die Battles, die Sing-Offs und das Finale.
Gewinner wurde Jakob aus dem Team Wincent mit dem Song The Sound of Silence von Simon & Garfunkel.
| Startnr. | Kandidat  | Song                                       | Coach           |
| -------- | --------- | ------------------------------------------ | --------------- |
| 1        | Erika     | You Raise Me Up von Josh Groban            | Wincent         |
| 2        | Maris     | Kinder an die Macht von Herbert Grönemeyer | Lena            |
| 3        | Frida     | Vampire von Olivia Rodrigo                 | Michi und Smudo |
| 4        | Madeleine | I Have Nothing von Whitney Houston         | Álvaro          |
| 5        | Anand     | Happy von Pharrell Williams                | Lena            |
| 6        | Lana      | Shallow von Lady Gaga und Bradley Cooper   | Álvaro          |
| 7        | Jakob     | Sounds Of Silence von Simon & Garfunkel    | Wincent         |
| 8        | Malya     | Rolling In The Deep von Adele              | Michi und Smudo |

### Dreizehnte Staffel (2025)
Die dreizehnte Staffel von The Voice Kids wurde vom 21. Februar bis zum 18. April 2025 ausgestrahlt. Die Coaches waren die Musikerin Ayliva, der Sänger Clueso, die Silbermond-Sängerin Stefanie Kloß, und der Singer-Songwriter Wincent Weiss.
Die Staffel hatte drei Phasen: die Blind Auditions, die erstmals in der elften Staffel eingeführten Knockouts, und das Finale.
Gewinner von The Voice Kids 2025 wurde Neo aus dem Team Wincent mit dem Song All By Myself von Céline Dion.
| Startnr. | Kandidat | Song                                                           | Coach    |
| -------- | -------- | -------------------------------------------------------------- | -------- |
| 1        | Daryan   | Purple Rain von Prince                                         | Clueso   |
| 2        | Tuana    | Titanium von David Guetta feat. SIA                            | Wincent  |
| 3        | Ian      | Unchained Melody von The Righteous Brothers                    | Ayliva   |
| 4        | Arhanna  | Beautiful Things von Benson Boone                              | Stefanie |
| 5        | Sohum    | Somewhere Over The Rainbow von Judy Garland                    | Clueso   |
| 6        | Josh     | Run von Leona Lewis                                            | Wincent  |
| 7        | Helena   | Voyage Voyage von Desireless                                   | Stefanie |
| 8        | Neo      | All By Myself von Céline Dion                                  | Wincent  |
| 9        | Eva      | Oscar Winning Tears von Raye                                   | Ayliva   |
| 10       | Luna     | If I Ain't Got You von Alicia Keys                             | Stefanie |
| 11       | Malou    | Skinny Love von Birdy                                          | Ayliva   |
| 12       | Piet     | Zeit, Dass Sich Was Dreht von Herbert Grönemeyer und Soho Bani | Clueso   |

## Mitwirkende

### Coaches
| Coaches                 | Staffeln | Staffeln | Staffeln | Staffeln | Staffeln | Staffeln | Staffeln | Staffeln | Staffeln | Staffeln | Staffeln | Staffeln | Staffeln |
| Coaches                 | 1        | 2        | 3        | 4        | 5        | 6        | 7        | 8        | 9        | 10       | 11       | 12       | 13       |
| ----------------------- | -------- | -------- | -------- | -------- | -------- | -------- | -------- | -------- | -------- | -------- | -------- | -------- | -------- |
| Lena Meyer-Landrut      |          |          |          |          |          |          |          |          |          |          |          |          |          |
| Tim Bendzko             |          |          |          |          |          |          |          |          |          |          |          |          |          |
| Henning Wehland         |          |          |          |          |          |          |          |          |          |          |          |          |          |
| Johannes Strate         |          |          |          |          |          |          |          |          |          |          |          |          |          |
| Mark Forster            |          |          |          |          |          |          |          |          |          |          |          |          |          |
| Sasha                   |          |          |          |          |          |          |          |          |          |          |          |          |          |
| Nena und Larissa Kerner |          |          |          |          |          |          |          |          |          |          |          |          |          |
| Max Giesinger           |          |          |          |          |          |          |          |          |          |          |          |          |          |
| Stefanie Kloß           |          |          |          |          |          |          |          |          |          |          |          |          |          |
| The BossHoss            |          |          |          |          |          |          |          |          |          |          |          |          |          |
| Deine Freunde           |          |          |          |          |          |          |          |          |          |          |          |          |          |
| Álvaro Soler            |          |          |          |          |          |          |          |          |          |          |          |          |          |
| Wincent Weiss           |          |          |          |          |          |          |          |          |          |          |          |          |          |
| Michi Beck und Smudo    |          |          |          |          |          |          |          |          |          |          |          |          |          |
| Clueso                  |          |          |          |          |          |          |          |          |          |          |          |          |          |
| Ayliva                  |          |          |          |          |          |          |          |          |          |          |          |          |          |

### Moderatoren
| Staffel | Moderatoren       | Moderatoren       | Backstagereporter/-in | Backstagereporter/-in |
| ------- | ----------------- | ----------------- | --------------------- | --------------------- |
| 1       | Thore Schölermann | Aline von Drateln | Marc van Velzen       | Marc van Velzen       |
| 2       | Thore Schölermann | Nela Lee          | Marc van Velzen       | Marc van Velzen       |
| 3       | Thore Schölermann | Chantal Janzen    | Marc van Velzen       | Marc van Velzen       |
| 4       | Thore Schölermann | Chantal Janzen    | Noah-Levi Korth       | Noah-Levi Korth       |
| 5       | Thore Schölermann | Debbie Schippers  | Jonas Ems             | Jonas Ems             |
| 6       | Thore Schölermann | Debbie Schippers  |                       |                       |
| 7       | Thore Schölermann | Melissa Khalaj    | Iggi Kelly            | Iggi Kelly            |
| 8       | Thore Schölermann | Melissa Khalaj    | Mimi & Josy           | Mimi & Josy           |
| 9       | Thore Schölermann | Melissa Khalaj    | Keanu Rapp            |                       |
| 10      | Thore Schölermann | Melissa Khalaj    | Keanu Rapp            | Egon Werler           |
| 11      | Thore Schölermann | Melissa Khalaj    | Chiara Castelli       | Chiara Castelli       |
| 12      | Thore Schölermann | Melissa Khalaj    | Chiara Castelli       | Chiara Castelli       |
| 13      | Thore Schölermann | Melissa Khalaj    |                       |                       |

## Rezeption

### Einschaltquoten
| Staffel | Folgen | Zuschauer durchschnittlich | Zuschauer durchschnittlich | Marktanteil | Marktanteil     | Quelle |
| Staffel | Folgen | Gesamt                     | 14 bis 49 Jahre            | Gesamt      | 14 bis 49 Jahre | Quelle |
| ------- | ------ | -------------------------- | -------------------------- | ----------- | --------------- | ------ |
| 1       | 6      | 3,67 Mio.                  | 2,07 Mio.                  | 12,2 %      | 19,6 %          |        |
| 2       | 8      | 2,82 Mio.                  | 1,52 Mio.                  | 9,3 %       | 14,0 %          | [ 16 ] |
| 3       | 8      | 2,66 Mio.                  | 1,41 Mio.                  | 8,8 %       | 13,5 %          |        |
| 4       | 8      | 2,74 Mio.                  | 1,32 Mio.                  | 8,7 %       | 12,4 %          |        |
| 5       | 8      | 2,67 Mio.                  | 1,43 Mio.                  | 7,9 %       | 11,9 %          |        |
| 6       | 9      | 2,45 Mio.                  | 1,24 Mio.                  | 7,8 %       | 11,5 %          | [ 17 ] |
| 7       | 10     | 2,38 Mio.                  | 1,03 Mio.                  | 7,6 %       | 10,2 %          | [ 18 ] |
| 8       | 10     | 2,3 Mio.                   | 0,89 Mio.                  | 6,9 %       | 8,8 %           | [ 19 ] |
| 9       | 10     | 1,87 Mio.                  | 0,79 Mio.                  | 6,2 %       | 10,1 %          | [ 20 ] |
| 10      | 10     | 1,62 Mio.                  | 0,58 Mio.                  | 6,2 %       | 9,3 %           |        |
| 11      | 10     | 1,67 Mio.                  | 0,56 Mio.                  | 6,5 %       | 9,6 %           | [ 21 ] |
| 12      | 9      | 1,24 Mio.                  | 0,36 Mio.                  | 5,6 %       | 8,4 %           | [ 22 ] |

### Auszeichnungen und Nominierungen
| Jahr | Award                             | Kategorie                                            | Ergebnis  |
| ---- | --------------------------------- | ---------------------------------------------------- | --------- |
| 2013 | Deutscher Fernsehpreis            | Beste Unterhaltung Show                              | Nominiert |
| 2015 | Internationale Eyes & Ears Awards | Beste Online-Werbung                                 | 3. Preis  |
| 2015 | Internationale Eyes & Ears Awards | Bester On-Air-Programm-Spot: Kinder                  | 2. Preis  |
| 2016 | Internationale Eyes & Ears Awards | Beste Gestaltung Print bzw. Plakat                   | 3. Preis  |
| 2017 | Internationale Eyes & Ears Awards | Bester On-Air-Programm-Spot: Kinder                  | 2. Preis  |
| 2018 | Internationale Eyes & Ears Awards | Bester On-Air-Programm-Spot: Kinder                  | 1. Preis  |
| 2019 | Nickelodeon Kids’ Choice Awards   | Lieblings-„Cast“ Deutschland, Österreich und Schweiz | Gewonnen  |
| 2020 | Nickelodeon Kids’ Choice Awards   | Lieblings-„Cast“ Deutschland, Österreich und Schweiz | Gewonnen  |

### Erfolg auf YouTube
Am 8. April 2013 wurde für die Castingshow ein eigener YouTube-Kanal unter dem gleichnamigen Titel eröffnet. Dort werden unter anderem ausgewählte Auftritte, Trailer für die Show, Interviews und weitere Videos, die exklusiv für den YouTube-Kanal produziert werden, veröffentlicht. Darüber hinaus werden einige Videos mit englischen Untertitel angeboten. Der YouTube-Kanal zählt derzeit mehr als 12,4 Millionen Abonnenten  und über 4,38 Milliarden Videoaufrufe. Er liegt auf Platz 10 der meistabonnierten Kanäle Deutschlands sowie auf Platz 18 der meistgesehenen Kanäle Deutschlands. Des Weiteren sind der YouTube-Kanal zusammen mit dem YouTube-Kanal von Galileo (derzeit auf Platz 91) die einzigen YouTube-Kanäle einer deutschen TV-Sendung, die in den Top 100 der meistabonnierten Kanäle Deutschlands liegen. Die Blind Audition von Laura Kamhuber in der ersten Staffel ist mit 230 Millionen Aufrufen (Stand: April 2025) der erfolgreichste Clip des Kanals. Sie sang "I will Always Love You" von Whitney Houston.

## Merchandising

### Musikalbum
Unter dem Albumtitel The Voice Kids – The Best Of erschien Mitte Mai 2013 ein Compilation-Soundtrack zur ersten Staffel bei Universal Music. Das Album beinhaltet 15 Songs von den Teilnehmern der ersten Staffel, die sie während der Show gesungen haben, sowie drei Songs von den Coaches Henning Wehland, Lena und Tim Bendzko.

### Modekollektion
Ende Januar 2019 wurde bekannt, dass das schwedische Modeunternehmen H&M Fashion-Partner der siebten Staffel von The Voice Kids sein wird. Im Rahmen des Sponsorings bzw. der Partnerschaft mit ProSiebenSat.1 wird seit Ende März 2019 eine eigene Kinderkollektion vertrieben. Diese Kollektion umfasst insgesamt acht Artikel, darunter Kleidungsstücke und Accessoires. Sie wird in allen deutschen H&M-Filialen mit Kinderabteilung, in ausgewählten Geschäften in Österreich und der Schweiz sowie online bei hm.com verkauft.

## Internationale Versionen
Bisher werden bzw. wurden 32 lokale Versionen von The Voice Kids produziert und ausgestrahlt.
Aktuell werden lokale Versionen unter anderem in Belgien, Brasilien, Frankreich, Polen, Russland, im Vereinigten Königreich sowie in der Region Arabische Welt ausgestrahlt. Früher wurden ebenfalls lokale Versionen, zum Beispiel, in Australien, Portugal, in der Türkei und auch in den Vereinigten Staaten gezeigt.